# Mannersdorf am Leithagebirge

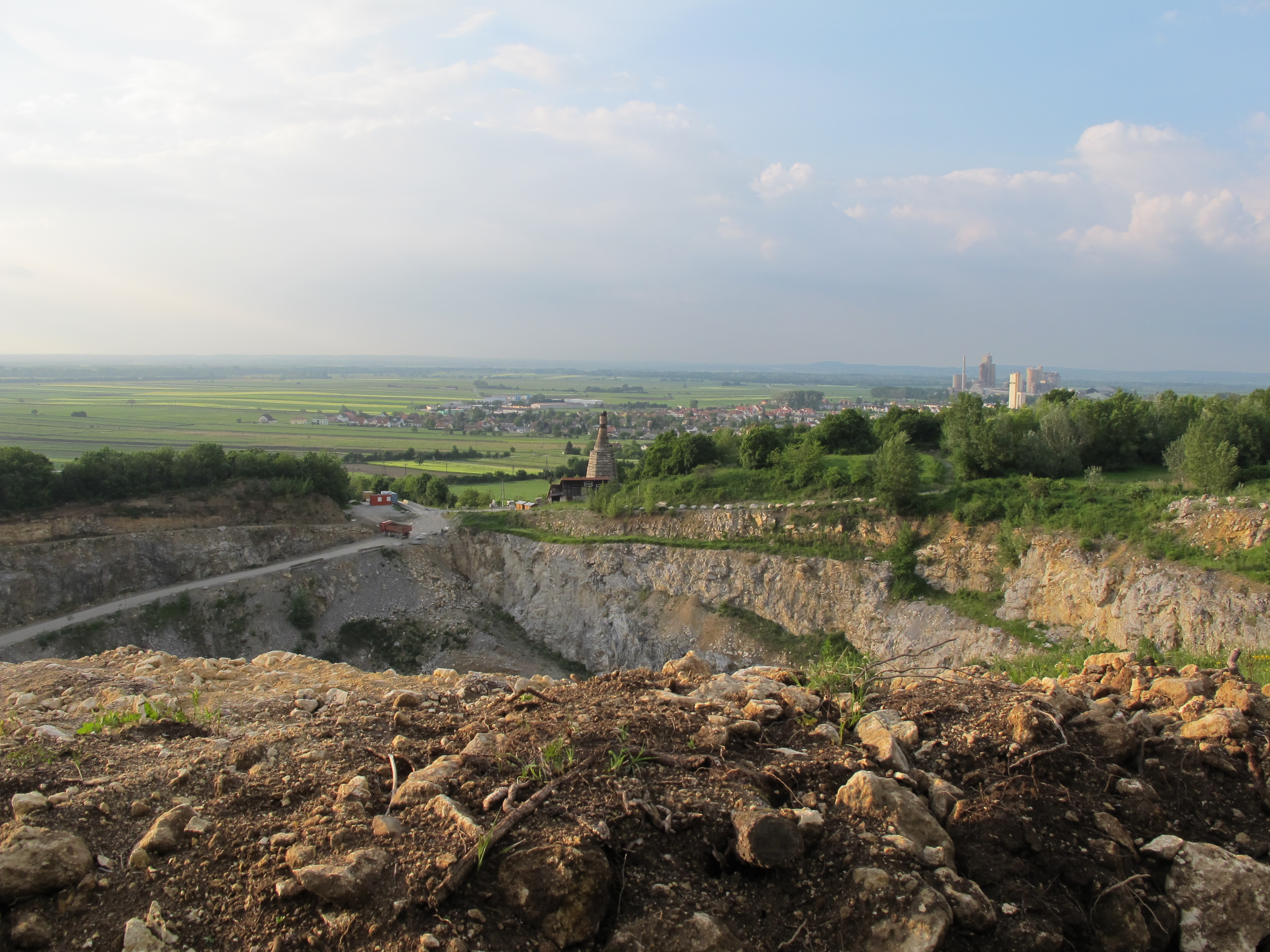
Mannersdorf am Leithagebirge

Mannersdorf am Leithagebirge – miasto w Austrii, w kraju związkowym Dolna Austria, w powiecie Bruck na der Leitha. Według Austriackiego Urzędu Statystycznego liczyło 3 887 mieszkańców (1 stycznia 2014).